# Dragon Ball Z: Budokai 3
Dragon Ball Z: Budokai 3, conosciuto in Giappone con il titolo Dragon Ball Z 3 (ドラゴンボールZ3?, Doragon Bōru Zetto Surī), è un videogioco picchiaduro a incontri basato sulla serie Dragon Ball, pubblicato da Bandai e Atari per PlayStation 2 nel 2004. Il 12 ottobre 2012 è uscita la raccolta Dragon Ball Z: Budokai HD Collection, che include il primo Budokai e Budokai 3 in versione HD.

## Modalità di gioco
Rispetto al capitolo precedente, Dragon Ball Z: Budokai 3 ha dei nuovi comandi che rendono i personaggi più semplici da manovrare e anche gli attacchi supremi sono più semplici da eseguire. I comandi di base sono pugno, calcio, guardia, lancio di onde d'urto del ki che consumano aura. Con varie combinazioni di pulsanti si effettuano altre mosse come attacchi speciali, trasformazioni, uso di capsule oggetto.
La modalità principale del gioco è stata denominata "Dragon Universe" e ripercorre le vicende di Dragon Ball Z.
Una volta selezionato il personaggio tra quelli propositi, sarà possibile esplorare la mappa di gioco. In questa mappa sarà possibile affrontare vari antagonisti di livello crescente e acquisire i fondi necessari a potenziare le mosse del proprio personaggio e i vari avversari che s'incontrano dipenderanno dal personaggio scelto. Tali potenziamenti sono anche acquisibili tramite il reperimento delle sette sfere del drago.
Nel negozio abilità si possono acquistare delle capsule che permettono di potenziarsi o che permettono di arricchire il gioco, che differiscono per colore.
- Abilità (rosse): le capsule rosse contengono attacchi speciali o trasformazioni.
- Equipaggiamento (verdi): le capsule verdi contengono potenziamenti per la battaglia che possono essere utilizzati in determinate condizioni.
- Oggetto (gialle): le capsule gialle contengono oggetti da usare durante la battaglia.
- Sistema (grigie): le capsule grigie contengono personaggi sbloccabili, scenari, o tessere socio.

Le rotture sono capsule che possono essere inserite nelle abilità dei personaggi e che permettono di utilizzare tutte le mosse speciali, trasformazioni e mosse definitive di un personaggio. Le rotture (occupando tutto lo spazio delle capsule) non permettono l'utilizzo di capsule equipaggiamento o oggetto per la battaglia.

## Personaggi giocabili
Questo è il primo gioco della serie Budokai a contenere personaggi della serie Dragon Ball, Dragon Ball GT e personaggi provenienti da alcuni film di Dragon Ball.
- Goku
- Goku bambino
- Gohan bambino
- Gohan ragazzo
- Gohan
- Gt. Saiyaman
- Goten
- Vegeta
- Trunks
- Trunks bambino
- Crilin
- Piccolo
- Tenshinhan
- Yamcha
- Mr. Satan
- Videl
- Kaiohshin
- Ub
- Radditz
- Nappa
- Ginyu
- Recoome
- Frieza
- Androide N° 16
- Androide N° 17
- Androide N° 18
- Gero
- Cell
- Majin Bu
- Super Bu
- Kid Bu
- Darbula
- Cooler
- Bardak
- Broly
- Super Ishinlon
- Saibaiman
- Cell Jr.

I personaggi del Dragon Universe sono:
| Personaggio   | Archi                                                                  | Storia |
| ------------- | ---------------------------------------------------------------------- | --- |
| Goku          | Saga dei Saiyan; Saga di Frieza; Saga degli Androidi; Saga di Majin Bu | La storia di Goku è identica a quella originale, con qualche differenza nella Saga di Majin Bu, nella quale si potrà scegliere di affrontare Broly e scegliere un percorso alternativo. Dopo aver sconfitto Broly, Goku, atterrato su un'isola, all'improvviso si sente pulsare la testa e si trasforma in Super Saiyan 4. Sconfigge poi Super Ishinlon fondendosi con Vegeta, trasformandosi in Gogeta Super Saiyan 4. |
| Gohan bambino | Saga dei Saiyan; Saga di Frieza                                        | Nessun cambiamento rispetto a Dragon Ball Z |
| Gohan ragazzo | Saga degli Androidi                                                    | Nessun cambiamento rispetto a Dragon Ball Z |
| Gohan         | Saga di Majin Bu                                                       | Nessun cambiamento rispetto a Dragon Ball Z |
| Vegeta        | Saga dei Saiyan; Saga di Frieza; Saga degli Androidi; Saga di Majin Bu | La storia di Vegeta è identica a quella originale, con qualche differenza nella Saga di Majin Bu, nella quale inizia si potrà scegliere di affrontare Broly e scegliere un percorso alternativo. Dopo aver sconfitto Broly, Vegeta scopre da Bulma che Goku ha raggiunto il Super Saiyan 4, decide anche lui di raggiungerlo. Decide poi di sconfiggere Goku per potersi dichiarare il guerriero più forte.             |
| Crilin        | Saga dei Saiyan; Saga di Frieza; Saga degli Androidi                   | La storia di Crilin è identica a quella originale, con l'unica differenza che, nella Saga degli Androidi, Androide N° 16 viene trovato da Crilin in un'isola durante l'evento del Gioco di Cell e non prima. |
| Piccolo       | Saga dei Saiyan; Saga di Frieza; Saga degli Androidi; Saga di Majin Bu | La storia di Piccolo è identica a quella originale, con l'unica differenza che, nella Saga di Majin Bu, Piccolo consiglia a Videl di trovare un altro posto per nascondersi e non di andare all'Osservatorio di Dio. |
| Tenshinhan    | Saga dei Saiyan; Saga degli Androidi; Saga di Majin Bu                 | Nessun cambiamento rispetto a Dragon Ball Z |
| Yamcha        | Saga dei Saiyan; Saga degli Androidi; Saga di Majin Bu                 | Nessun cambiamento rispetto a Dragon Ball Z |
| Ub            | Saga di Majin Bu                                                       | La storia di Ub è simile a quella originale, con l'unica differenza che Ub sa volare anche prima dell'allenamento con Goku e che viene mostrato parte dell'allenamento con lui. È anche possibile affrontare Super Ishinlon come finale alternativo. |
| Broly         | Saga di Majin Bu                                                       | La storia di Broly è simile a quella originale del film Sfida alla leggenda, con l'unica differenza che nessuno conosce costui, che si combatte in luoghi diversi e che distrugge luoghi che in realtà non distrugge nel film. |

## Doppiaggio
| Personaggio          | Doppiatore giapponese       | Doppiatore americano               |
| -------------------- | --------------------------- | ---------------------------------- |
| Goku                 | Masako Nozawa               | Sean Schemmel                      |
| SS4 Goku             | Masako Nozawa               | Sean Schemmel                      |
| Goku (bambino)       | Masako Nozawa               | Stephanie Nadolny                  |
| Gohan (bambino)      | Masako Nozawa               | Stephanie Nadolny                  |
| Gohan (ragazzo)      | Masako Nozawa               | Stephanie Nadolny                  |
| Gohan (adolescente)  | Masako Nozawa               | Kyle Hebert                        |
| Great Saiyaman       | Masako Nozawa               | Kyle Hebert                        |
| Goten                | Masako Nozawa               | Kara Edwards                       |
| Bardak               | Masako Nozawa               | Sonny Strait                       |
| Gogeta               | Masako Nozawa Ryo Horikawa  | Christopher R. Sabat Sean Schemmel |
| SS4 Gogeta           | Masako Nozawa Ryo Horikawa  | Christopher R. Sabat Sean Schemmel |
| Vegetto              | Masako Nozawa Ryo Horikawa  | Christopher R. Sabat Sean Schemmel |
| Gotenks              | Masako Nozawa Takeshi Kusao | Kara Edwards Laura Bailey          |
| Crilin               | Mayumi Tanaka               | Sonny Strait                       |
| Yajirobei            | Mayumi Tanaka               | Mike McFarland                     |
| Yamcha               | Toru Furuya                 | Christopher R. Sabat               |
| Tenshinhan           | Hirotaka Suzuoki            | John Burgmeier                     |
| Presentatore         | Hirotaka Suzuoki            | Eric Vale                          |
| Cell Jr.             | Hirotaka Suzuoki            | Justin Cook                        |
| Bulma                | Hiromi Tsuru                | Tiffany Vollmer                    |
| Bulma (ragazza)      | Hiromi Tsuru                | Tiffany Vollmer                    |
| Piccolo              | Toshio Furukawa             | Christopher R. Sabat               |
| Radditz              | Shigeru Chiba               | Justin Cook                        |
| Nappa                | Syozo Izuka                 | Phil Parsons                       |
| Shenron              | Kenji Utsumi                | Christopher R. Sabat               |
| Recoome              | Kenji Utsumi                | Christopher R. Sabat               |
| Ginyu                | Hideyuki Hori               | Brice Armstrong                    |
| Frieza               | Ryusei Nakao                | Linda Young                        |
| Cooler               | Ryusei Nakao                | Andrew T. Chandler                 |
| Meta Cooler          | Ryusei Nakao                | Andrew T. Chandler                 |
| Vegeta               | Ryo Horikawa                | Christopher R. Sabat               |
| Trunks (adolescente) | Takeshi Kusao               | Eric Vale                          |
| Trunks (bambino)     | Takeshi Kusao               | Laura Bailey                       |
| Androide Nº 16       | Hikaru Midorikawa           | Jeremy Inman                       |
| Androide Nº 17       | Shigeru Nakahara            | Chuck Huber                        |
| Androide Nº 18       | Miki Ito                    | Meredith McCoy                     |
| Androide Nº 20       | Koji Yada                   | Kent Williams                      |
| Cell                 | Norio Wakamoto              | Dameon Clarke                      |
| Mr. Satan            | Daisuke Gori                | Chris Rager                        |
| Videl                | Yuko Minaguchi              | Kara Edwards                       |
| Pan                  | Yuko Minaguchi              | Elise Baughman                     |
| Kaiohshin            | Yuji Mitsuya                | Kent Williams                      |
| Kaiobito             | Yuji Mitsuya                | Kent Williams                      |
| Kibith               | Shin Aomori                 | Chuck Huber                        |
| Darbula              | Ryuzaburo Otomo             | Rick Robertson                     |
| Kid Bu               | Kozo Shioya                 | Josh Martin                        |
| Majin Bu             | Kozo Shioya                 | Josh Martin                        |
| Super Bu             | Kozo Shioya                 | Justin Cook                        |
| Narratore            | Jyoji Yanami                | Kyle Hebert                        |
| Re Kaioh             | Jyoji Yanami                | Sean Schemmel                      |
| Babidy               | Jyoji Yanami                | Duncan Brannan                     |
| Saibaiman            | Yusuke Numata               | Josh Martin                        |
| Karin                | Ichiro Nagai                | Christopher R. Sabat               |
| Super Ishinlon       | Hidekatsu Shibata           | Christopher R. Sabat               |
| Jiaozi               | Hiroko Emori                | Monika Antonelli                   |
| Chichi               | Naoko Watanabe              | Cynthia Crunz                      |
| Pual                 | Naoko Watanabe              | Monika Antonelli                   |
| Olong                | Naoki Tatsuta               | Brad Jackson                       |
| Bubbles              | Naoki Tatsuta               | Christopher R. Sabat               |
| Gil                  | Shinobu Satouchi            | Sonny Strait                       |
| Ub                   | Megumi Urawa                | Sean Teague                        |
| Maestro Muten        | Hiroshi Masuoka             | Mike McFarland                     |
| Nail                 | Katsuji Mori                | Sean Schemmel                      |
| Broly                | Bin Shimada                 | Vic Mignona                        |
| Mr. Popo             | Hiroshi Matsumoto           | Christopher R. Sabat               |
| Dio                  | Takeshi Aono                | Christopher R. Sabat               |
| Vecchio Kaioh        | Isamu Tanonaka              | Kent Williams                      |
| Baba                 | Junpei Takiguchi            | Linda Young                        |
| Grande Capo Anziano  | Junpei Takiguchi            | Christopher R. Sabat               |
| Lunch                | Mami Koyama                 | Meredith McCoy                     |
| Bee                  | Masami Suzuki               | Chris Bevins                       |
| Comandante Red       | Kenji Utsumi                | Josh Martin                        |

## Budokai HD Collection
Il 2 novembre 2012, la Bandai Namco pubblica una versione rimasterizzata in HD del primo Budokai e Budokai 3. Questa versione del gioco è uscita esclusivamente per PlayStation 3 e Xbox 360 adattandolo perfettamente alle funzionalità delle console come il completamento degli obiettivi e lo sblocco dei trofei.

### Differenze con l'originale
- Contiene l'audio originale giapponese.
- È possibile usare i codici già presenti nella versione originale per sbloccare tre costumi alternativi: Trunks con armatura Saiyan, capelli lunghi e spada, Goku con l'aureola e Grande Mago Piccolo..
- Le canzoni originali vengono sostituite da quelle presenti in molti giochi della serie Budokai Tenkaichi.
- Personaggi e immagini completamente in HD.